# Velike Lipljene
Velike Lipljene – wieś w Słowenii, w gminie Grosuplje. 1 stycznia 2017 liczyła 167 mieszkańców.